# Armeria pungens
Armérie piquante
Espèce
L'Armérie piquante (Armeria pungens) est une espèce de plantes de la famille des Plumbaginacées.